# Константинос Ризос
Константинос Ризос или Ксантопулос (на гръцки: Κωνσταντίνος Ρίζος или Ξανθόπουλος) е гръцки андартски капитан от XIX век, деец на Гръцката въоръжена пропаганда в Македония.

## Биография
Константинос Ризос е роден в Драма, тогава Османската империя, днес Гърция. От ранни години взема дейно участие в гръцките борби срещу дейци на Вътрешната македоно-одринска революционна организация. По-късно става капитан на андартска чета, която действа в района на Еласона, Лерин, Гревена и Баба планина. Четата му също така действа в района на Самарина.